# Feenastrild
Der Feenastrild (Brunhilda charmosyna, Syn.: Estrilda charmosyna) ist eine afrikanische Art aus der Familie der Prachtfinken. Für die Art werden zwei Unterarten beschrieben.

## Beschreibung
Der Feenastrild erreicht eine Körperlänge von zwölf Zentimeter. Die Männchen haben einen grauen Oberkopf und Rücken, die je nach Unterart unterschiedlich stark rötlich überwaschen sind. Die Stirn ist heller und kann fast weißlich sein. Der Rücken ist fein dunkel quergebändert. Der Bürzel und die Oberschwanzdecken sind leuchtend rot. Der Schwanz ist schwarz. Die Zügel, die Augengegend und die Kopfseiten sind wie beim Elfenastrild schwarz. Am Kinn fehlt Schwarz entweder vollständig oder ist nur in Form eines schwarzen Kinnflecks sichtbar.
Die Weibchen unterscheiden sich nur geringfügig von den Männchen. Sie weisen in der Regel nur etwas weniger Rot im Gefieder auf.

## Verbreitung und Lebensform
Das Verbreitungsgebiet des Feenastrilds ist der Norden Ostafrikas. Es reicht vom Süden Sudans und vom Süden Äthiopiens bis in den Nordosten Ugandas und dem Südosten Kenias und dem Inneren Tansanias. Der Feenastrild ist in seinem gesamten Verbreitungsgebiet nur sporadisch verbreitet. Er kommt überwiegend in trockenem Dornbusch vom Tiefland bis in niedrig gelegenes Bergland vor. Er lebt paarweise oder in kleinen Schwärmen von bis zu zehn Individuen.
Die Fortpflanzung und die Ernährungsweise des Feenastrilds sind bislang nur unzureichend erforscht. Das Nest ist groß und birnenförmig. Es weist an der Seite eine lange Eingangsröhre auf. Die Brutzeit variiert abhängig vom Verbreitungsgebiet. Brutparasit des Feenastrilds ist die Glanzwitwe (Vidua hypocherina).

## Haltung
Der Feenastrild wird immer wieder im Vogelhandel angeboten. Er wird vermutlich aber häufig mit dem sehr ähnlichen Elfenastrild verwechselt. Selbst auf Ausstellungen wurden bereits nachgezüchtete Feenastrilde gezeigt, die als Elfenastrilde charakterisiert wurden. Bei gemeinschaftlichen Haltungen von Feenastrilden und Elfenastrilden wurden von den Feenastrilden alle Annäherungsversuche der Elfenastrilde ignoriert.

## Belege

### Einzelbelege
1. ↑   Nicolai et al., S. 279